# Cry Wolf (chanson de a-ha)
Pistes de Scoundrel Days
Manhattan Skyline We're Looking for the Whales
Cry Wolf est le single du groupe norvégien A-ha sorti le 24 novembre 1986 au Royaume-Uni et en France. C’est le deuxième single de l’album Scoundrel Days, sa face B est la chanson Maybe, Maybe.

## Supports
- 45 Tours single

A. "Cry Wolf" – 4:05
B. "Maybe, Maybe" – 2:34
- Maxi 45 Tours Vinyl single

A. "Cry Wolf" – 8:11
B1. "Cry Wolf" (LP) – 4:04
B2. "Maybe, Maybe" – 2:34

## Inspiration de départ
La phrase "Night I left the city I dreamt of a Wolf..." (La nuit où j'ai quitté la ville, j'ai rêvé d'un loup...) est attribuée à Lauren Savoy, qui fut plus tard mariée au guitariste du groupe Paul Waaktaar-Savoy.

## Positions dans lescharts
| Classement (1987)             | Meilleure position |
| ----------------------------- | ------------------ |
| Europe – Hot 100 Singles 1987 | 10                 |
| Afrique du Sud                | 13                 |
| Australie                     | 45                 |
| Nouvelle-Zélande              | 10                 |
| Norvège                       | 2                  |
| Allemagne de l'Ouest          | 20                 |
| Suisse                        | 27                 |
| France                        | 35                 |
| Pays-Bas                      | 12                 |
| Belgique                      | 15                 |
| Italie                        | 13                 |
| Irlande                       | 4                  |
| Royaume-Uni                   | 5                  |
| États-Unis                    | 50                 |